# Monosyntaxis
Monosyntaxis is een geslacht van vlinders van de familie spinneruilen (Erebidae), uit de onderfamilie Arctiinae.

## Soorten
- M. affinis Rothschild, 1912
- M. bipunctata Bethune-Baker, 1904
- M. holmanhunti Hampson, 1914
- M. metallescens Rothschild, 1912
- M. montanus Schultze, 1910
- M. ochosphena Wileman & West, 1928
- M. persimilis Rothschild, 1912
- M. samoënsis Rebel
- M. trimaculata Hampson, 1900